# Francesco Romano
Francesco Romano (Saviano, 25 de abril de 1960) é um ex-futebolista profissional italiano que atuava como meia.

## Carreira
Romano se profissionalizou na Reggiana.

## Seleção
Francesco Romano integrou a Seleção Italiana de Futebol na Eurocopa de 1988.